# Рюэш, Андреас
Андреас Рюэш (нем. Andreas Rüesch; род. 13 марта 1967, Цуг) — швейцарский журналист и политолог, специализирующийся на международной безопасности, Восточной Европе, России и центральной Азии. Заместитель руководителя зарубежной редакции «Neue Zürcher Zeitung»

## Биография
Закончил Цюрихский университет, где изучал восточноевропейскую историю, политэкономию и политологию. Выпускную работу писал на тему экономических реформ Горбачева и Ельцина. В 1996 году присоединился к зарубежной редакции «Neue Zürcher Zeitung». С 1998 по 2002 год в качестве специального представителя находился в Москве. В то же время он предпринял ряд поездок Сибири, Средней Азии и Кавказу. Затем переехав в Вашингтон, шесть лет освещал внутреннюю и внешнюю политику США.